# شمال-جنوب
شمال-جنوب (ارمنی: Հյուսիս-Հարավ) یک فیلم کمدی محصول جمهوری ارمنستان به کارگردانی وازگن مورادیان و داویت باباخانیان است که در سال ۲۰۱۵ منتشر شد.

## بازیگران
- دیانا مالنکو
- داویت توماسیان
- HT Hayko (هایک مارگاریان)
- میشو (میکائل آبراهامیان)
- سوس جانیبکیان
- مکرتیچ آرزومانیان
- سونا شاهگلدیان
- آرتور کاراپتیان
- مارجان آوتیسیان
- اوا خاچاتریان